# Jennifer Cramer
Jennifer Cramer, född den 24 februari 1993 i Frankenberg, är en tysk fotbollsspelare (mittfältare/försvarare) som representerar klubben 1. FFC Turbine Potsdam och det tyska landslaget.
Hon var en del av Tysklands trupp under VM i Kanada år 2015. Hon fick speltid i gruppspelsmatchen mot Thailand och i åttondelsfinalen mot Sverige.
Cramer debuterade i landslaget i en match mot Norge den 11 mars 2013. Hon har i skrivande stund spelat totalt 23 landskamper för Tyskland.